# Давыдова, Виктория Борисовна
Давыдова Виктория Борисовна (род. 6 апреля 1968) — российская журналистка, главный редактор и учредитель портала о моде и здоровом образе жизни SportChic.ru, и телеграм канала
https://t.me/sportchic
бывший главный редактор российского журнала Vogue и редактор-консультант журнала Glamour, ранее работала главным редактором журнала TATLER и главным редактором журнала Glamour.

## Карьера
Работала в рекламном агентстве McCann Erikson, впоследствии перешла в создаваемый журнал Vogue, где работала с момента его создания на должности редактора отдела красоты. В 2001 году защитила кандидатскую диссертацию по экономике. Позднее в 2004 году перешла в создаваемый новый журнал Glamour на должность главного редактора. Эти три журнала связывает общий издательский дом «Конде Наст». Таким образом можно говорить, что Виктория всю свою профессиональную карьеру оставалась в одном издательстве. После успеха Glamour, её назначили главным редактором ещё не изданного на тот момент журнал TATLER вместо Шахри Амирхановой, которая вынуждена была покинуть пост главного редактора журнала. 28 июля 2010 года назначена главным редактором VOGUE вместо Алены Долецкой.

### Vogue
С момента основания русской версии журнала Vogue в 1998 года работала в нём редактором, вскоре заняла должность директора отдела красоты, где и проработала пять лет, после чего перешла на должность главного редактора журнала Glamour.

### Glamour
Создавала журнал в качестве главного редактора с 2004 года. В 2008 году, став главным редактором журнала TATLER, сохранила за собой должность редактор-консультант в журнале Glamour.
В феврале 2007 года ушла во второй декретный отпуск, 10 мая 2007 года родила сына и, по выходу из отпуска, заняла должность главного редактора TATLER 26 февраля 2008 года.
В мае 2009, работая над журналом TATLER, была назначена редактором-консультантом Glamour, так как в условиях конкуренции и появления на рынке новых проектов о звёздах шоу-бизнеса, потребовались дополнительные усилия для решения возникших задач. В сентябре 2009 года при помощи Давыдовой произошёл перезапуск Glamour — была изменена концепция обложек, а также структура журнала.

### TATLER
С 2008 по 2010 годы работала главным редактором журнала TATLER. Место главного редактора журнала TATLER после перехода Давыдовой в журнал VOGUE заняла Ксения Соловьева.

### SportChic.ru
В октябре 2018 года Виктория запустила новое онлайн-издание SportChic.ru, посвященное моде, красоте и стилю жизни, но с уклоном в сторону спорта и ЗОЖ. 

«Мне нравится, что в интернете можно сразу видеть результаты своего труда: сколько людей читают тот или иной материал, сколько подписчиков, сколько „расшариваний“. Новые термины, новые технологии, новые горизонты — меня все это очень вдохновляет. Моя цель — сайт, в котором скорость и спонтанность цифровой среды сочетаются с экспертизой и качеством лучших модных журналов времен их расцвета»,
 — написала Виктория в своем блоге в январе 2019 года.